# Planispira
Planispira is een geslacht van weekdieren uit de klasse van de Gastropoda (slakken).

## Soort
- Planispira kurri (L. Pfeiffer, 1847)